# میشل میچل (غواص)
میشل میچل (انگلیسی: Michele Mitchell؛ زادهٔ ۱۰ ژانویهٔ ۱۹۶۲) ورزشکار شیرجه اهل ایالات متحده آمریکا است.
وی در مسابقات کشوری و بین‌المللی در مجموع برندهٔ ۱ مدال طلا، ۲ مدال نقره شده‌است.